# Решетинський Ярослав Юрійович
Решетинський Ярослав Юрійович (нар. 24 вересня 1992, м. Київ) — український лижник, біатлоніст. Майстер спорту України.

## Біографія
Решетинський Ярослав Юрійович народився 24 вересня 1992 року у м. Києві. До школи ходив у спеціалізовану школу-інтернат для дітей з вадами зору. Спортом почав займатися із шістнадцяти років.
Ярослав завоював бронзу на Чемпіонаті України 2012 року. Дебютом на міжнародному рівні для нього став етап Кубка світу у м. Вуокатті (Фінляндія), де йому вдалося потрапити до вісімки найсильніших. На Чемпіонаті світу 2013 року у м. Солефті (Швеція) він був у десятці найсильніших. У фіналі Кубку світу 2013 року у змішаній естафеті Ярослав виборов «срібло». У січні 2014 року на змаганнях у м. Вуокатті (Фінляндія) фінішував четвертим у лижних перегонах, коротка дистанція.